# Paul Du Chaillu
Paul Du Chaillu   (Saint-Denis, 31 de juliol de 1835 - Sant Petersburg, 30 d'abril de 1903) va ser un viatger, zoòleg i antropòleg estatunidenc d'origen francès. Es va fer famós a la dècada de 1860 com el primer europeu que va confirmar l'existència de goril·les i, més endavant, del poble pigmeu de l'Àfrica central. Posteriorment va investigar la prehistòria d'Escandinàvia.

## Biografia
En la seva joventut, va acompanyar el seu pare, un comerciant francès, a la costa oest d'Àfrica on, en una estació del riu Gabon, va ser educat per missioners i va adquirir interès i coneixement del país, la seva història natural, els seus nadius i les seves llengües abans d'emigrar als EUA el 1852.

### Àfrica
Va ser enviat el 1855 per l'Acadèmia de Ciències Naturals de Filadèlfia a una expedició africana. Fins al 1859 va explorar les regions de l'Àfrica Occidental al voltant de l'equador, aconseguint un coneixement considerable del delta del riu Ogooué i de l'estuari del Gabon. Durant els seus viatges de 1856 a 1859, va observar nombrosos goril·les, coneguts pels no locals en segles anteriors només a partir d'un informe poc fiable i ambigu acreditat a Hannó el Navegant de Cartago al segle V aC i coneguts pels científics els anys anteriors només per uns quants esquelets. Va portar exemplars morts i es va presentar com el primer blanc europeu en veure'ls.
Una expedició posterior, del 1863 al 1865, li va permetre confirmar els relats dels antics d'un poble pigmeu que habitava als boscos africans. Du Chaillu va vendre els seus goril·les caçats al Museu d'Història Natural de Londres i els seus «cranis caníbals» a altres col·leccions europees. Les narracions d'ambdues expedicions es van publicar, el 1861 i el 1867 respectivament, amb els títols Explorations and Adventures in Equatorial Africa, with Accounts of the Manners and Customs of the People, and of the Chace of the Gorilla, Crocodile, and other Animals, i A Journey to Ashango-land, and further penetration into Equatorial Africa. Mentre estava a Ashango Land el 1865, va ser elegit rei de la tribu Apingi. Una narració posterior, The Country of the Dwarfs  es va publicar el 1872.
En aquell moment tenia una gran demanda als circuits de conferències públiques de Nova York, Londres i París. Tot i que hi va haver reserves inicials respecte dels seus relats, van arribar a ser acceptats, tot i que l'Encyclopaedia Britannica va especular que «possiblement algunes de les aventures que va descriure com li succeïen eren reproduccions de les històries de caça dels nadius».

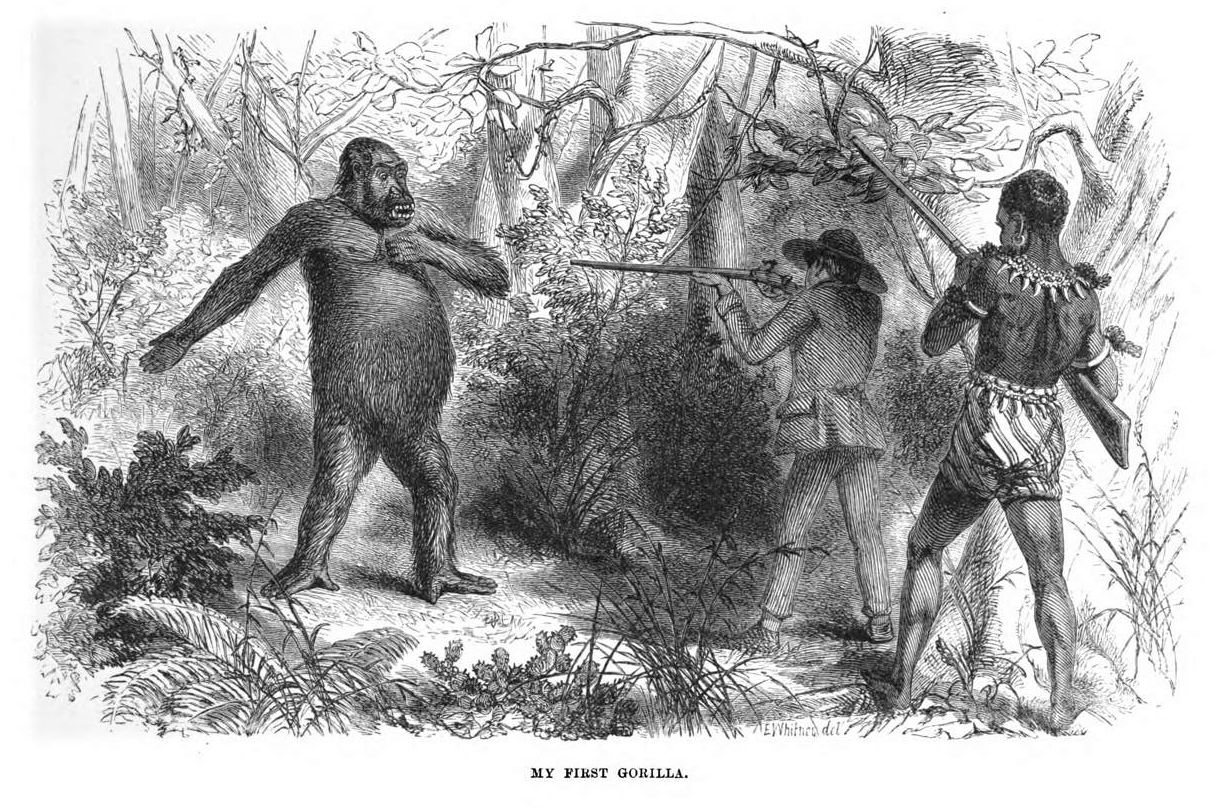
Dibuix de Du Chaillu a prop amb un goril·la

A més del seu treball zoològic sobre goril·les, Du Chaillu va recollir i identificar una sèrie de noves espècies per a la ciència. Va ser la primera persona que va descriure científicament la musaranya llúdria gegant ( Potamogale velox). També va recollir els exemplars tipus per al gàlag elegant meridional (Euoticus elegantulus ), el ratpenat frugívor de cap de martell (Hypsignathus monstrosus ) i l'esquirol pigmeu d'Àfrica (Myosciurus pumilio ), totes les espècies de l'Àfrica Occidental. Tot i no ser un col·leccionista ornitològic, va recollir els exemplars tipus per a trenta-nou espècies vàlides d'ocells africans  Du Chaillu va recollir la sèrie tipus d'Amnirana albolabris (Hallowell, 1856) del Gabon.

### Nord d'Europa
Després d'uns anys de residència a Amèrica, durant els quals va escriure diversos llibres per a joves basats en les seves aventures africanes, Du Chaillu va dirigir la seva atenció al nord d'Europa. Després d'una visita al nord de Noruega el 1871, durant els cinc anys següents, va fer un estudi de costums i antiguitats a Suècia, Noruega, Lapònia i el nord de Finlàndia. Va publicar el 1881 The Land of the Midnight Sun (dedicat al seu amic banquer Robert Winthrop de Nova York), com a sèrie de Summer and Winter Journeys, en dos volums.
La seva obra de 1889 The Viking Age, també en dos volums, va ser un estudi ampli de la història, els costums i els costums dels avantpassats de les nacions de parla anglesa. Va treballar durant vuit anys i mig i va llegir atentament centenars de sagues que descriuen la vida de les persones que van habitar la península Escandinava des de l'edat de pedra fins a l'edat mitjana (incloent-hi restes literàries). Aquest treball acadèmic demostra el que actualment es reconeix generalment: la importància dels nòrdics, incloent Noruega, Suècia i Dinamarca, per a la dimensió cultural i la transformació de les illes Britàniques durant els segles V a XI. Aquesta visió era aleshores desconeguda i va ser ridiculitzada per molts dels seus contemporanis, inclòs el canonge anglicà Isaac Taylor. Aquest llibre, en dos volums, és ara un destacat element col·leccionable. El 1900, també va publicar The Land of the Long Night .

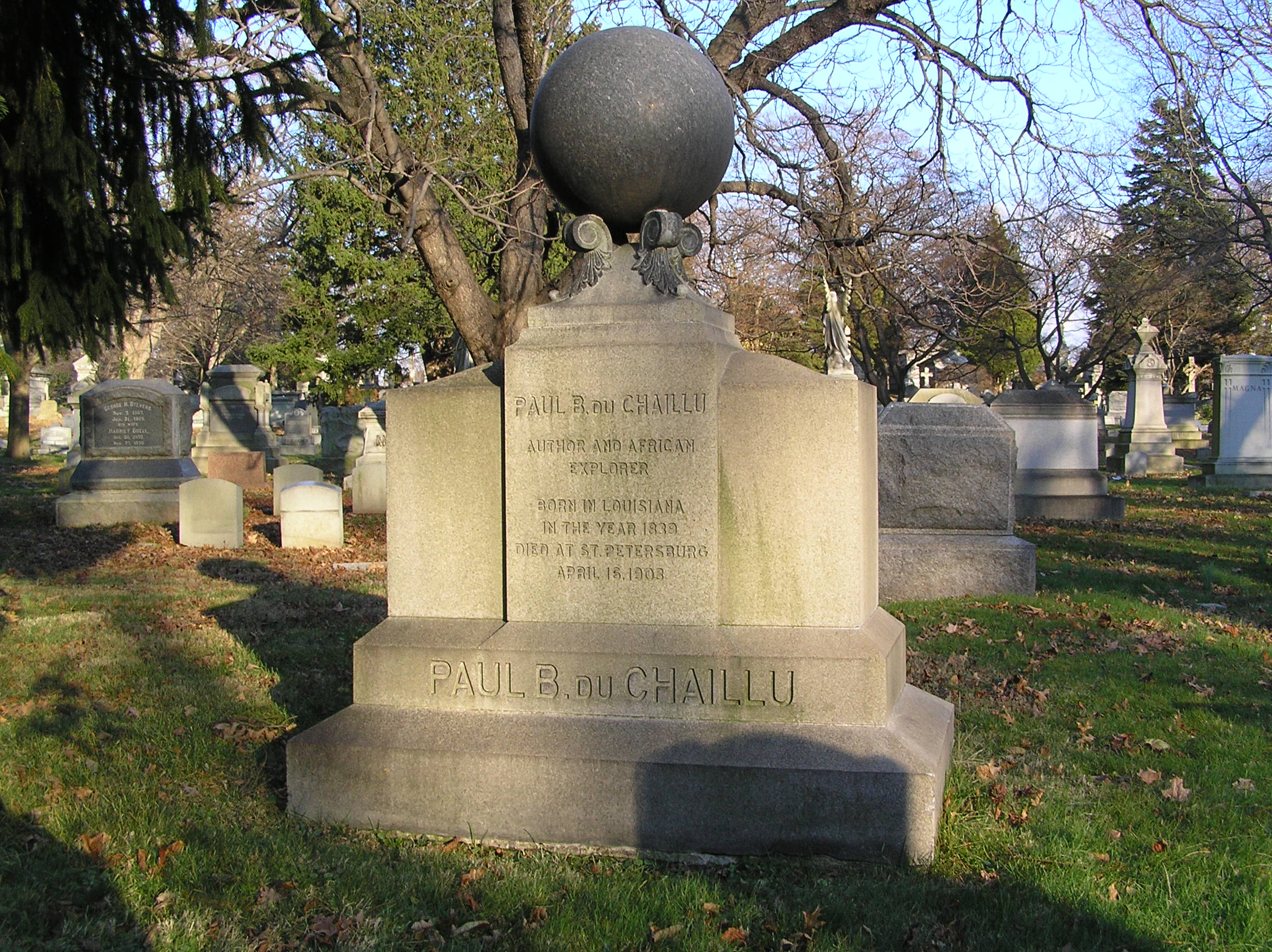
Tomba de Paul DuChaillu

Du Chaillu  va morir després d'un accident vascular cerebral a Sant Petersburg, durant una visita d'erudits a Rússia com a part de la seva recerca sobre els pobles escandinaus  Està enterrat al cementiri de Woodlawn al Bronx.